# Louis-Robert Carrier-Belleuse

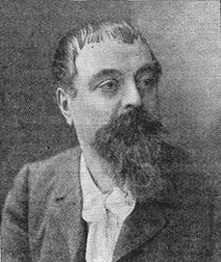
Louis-Robert Carrier-Belleuse, 1913

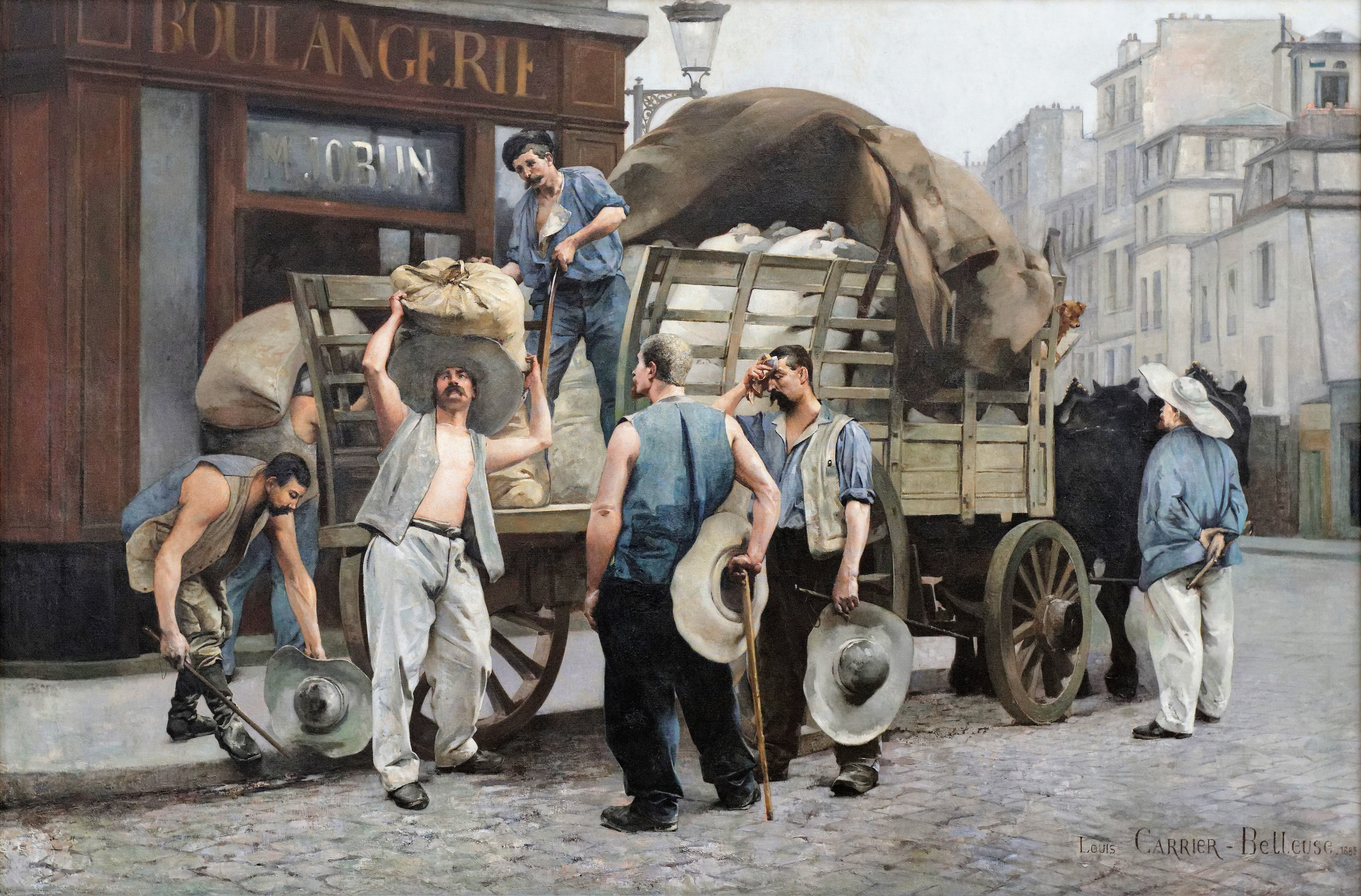
Porteurs de farine. Scène parisienne, 1885, Musée du Petit Palais

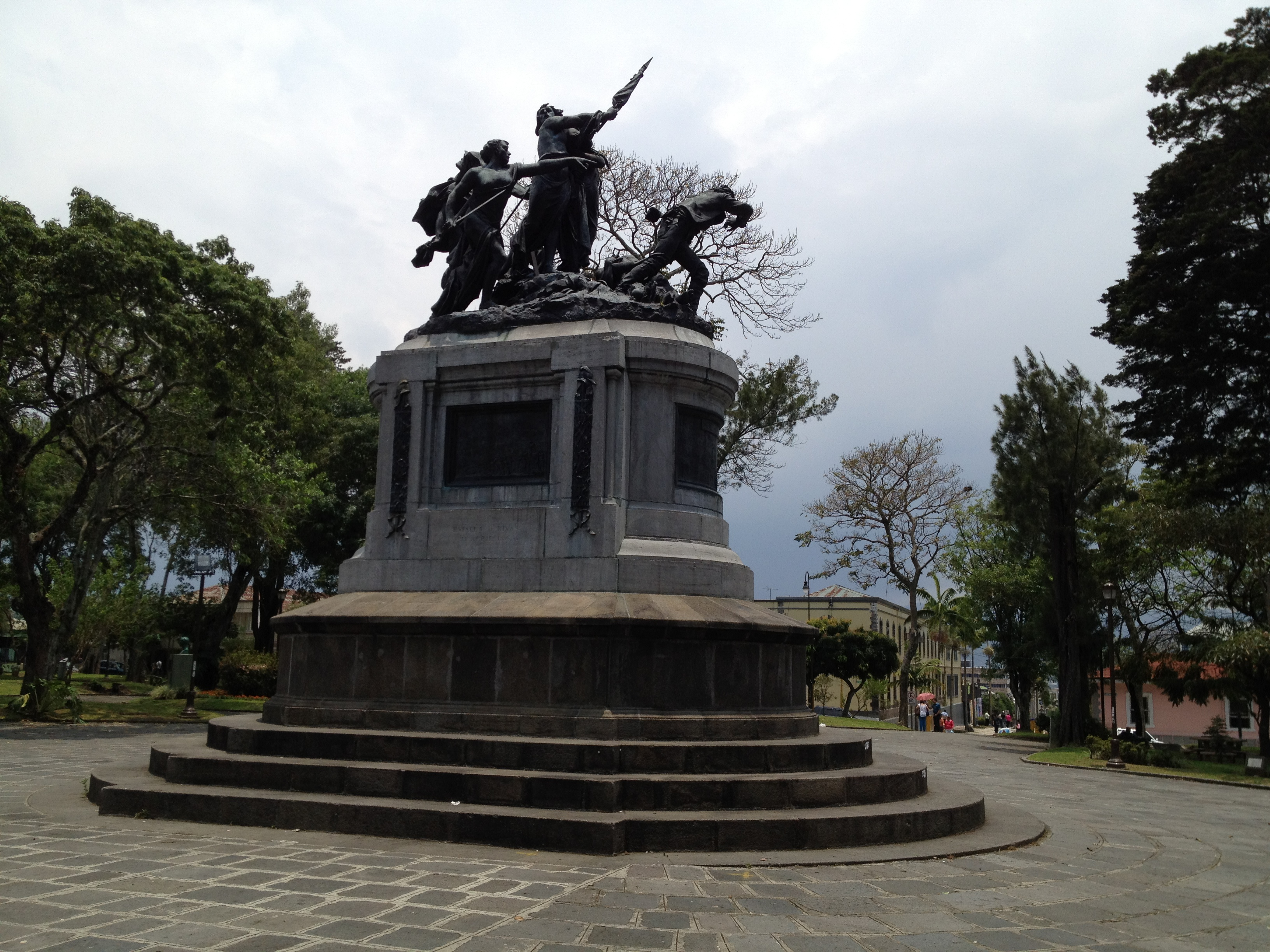
Monumento Nacional SJCR

Louis-Robert Carrier-Belleuse (* 4. Juli 1848 in Paris; † 14. Juni 1913 ebenda) war ein französischer Maler und Bildhauer. Sein Werk ist dem Naturalismus zuzuordnen.
Louis-Robert Carrier-Belleuse war der Sohn und Schüler von Albert-Ernest Carrier-Belleuse und Bruder von Henriette und Pierre Carrier-Belleuse. Er war als Kunstdirektor der Keramikmanufaktur (Faïencerie) von Choisy-le-Roi tätig. 1891 schuf er das Nationalmonument von Costa Rica, das am 15. September 1895 in San José eingeweiht wurde.